# Бинарна слика
Бинарна слика је она која се састоји од пиксела који могу имати једну од тачно две боје, обично црну и белу. Бинарне слике се такође називају Би-Нивои или два нивоа, пикселарт направљен од две боје се често назива 1-битни или 1бит.То значи да се сваки пиксел чува као један бит—тј. 0 или 1. Имена црно-бело, Ц & Б или монохромија се често користе за овај концепт, али такође може одредити све слике које имају само један узорак по пикселу, као што су слике у сивој скали .У Фотошопу, бинарна слика је исто што и  слика у "Битмап" режиму. 
Бинарне слике се често појављују у дигиталној обради слике као маске или праг и дитхер . Неки улазно/излазни уређаји, као што су ласерски штампачи, факс машине и двостепени рачунарски дисплеји, могу да обрађују само двостепене слике.
Бинарна слика се може ускладиштити у меморији као битмап, упаковани низ битова. 640 × 480 слика захтева 37,5 KiB складиштења. Због мале величине сликовних датотека, факс машина и друге ствари за управљање документима обично користе овај формат. Већина бинарних слика такође се добро компресује помоћу једноставних шема компресије дужине трајања.
Бинарне слике се могу тумачити као подскупови квадратне решетке Z 2 ; а област обраде морфолошке слике је у великој мери била инспирисана овим ставом.

## Операције над бинарним сликама
Читава класа операција над бинарним сликама ради на прозору слике 3×3. Ово садржи девет пиксела, дакле 2 9 или 512 могућих вредности. Узимајући у обзир само централни пиксел, могуће је дефинисати да ли остаје подешен или неподешен, на основу околних пиксела. Примери таквих операција су стањивање, ширење, проналажење тачака гранања и крајњих тачака, уклањање изолованих пиксела, померање слике за један пиксел у било ком правцу и прекид Х-веза. Конвејева игра живота је такође пример операције 3×3 прозора.
Друга класа операција заснива се на појму филтрирања са елементом структурирања. Елемент структуре је бинарна слика, обично мала, која се преноси преко циљне слике, на сличан начин као филтер у обради слике у сивој скали. Пошто пиксели могу имати само две вредности, морфолошке операције су ерозија (сви неподељени пиксели унутар структуралног елемента узрокују да се пиксел поништи) и дилатација (било који постављени пиксели унутар структуралног елемента изазива постављање пиксела). Важне операције су морфолошко отварање и морфолошко затварање које се састоје од ерозије праћене дилатацијом и дилатацијом након чега следи ерозија, користећи исти структурни елемент. Отварање има тенденцију да увећа мале рупе, уклони мале предмете и одвоји предмете. Затварање задржава мале предмете, уклања рупе и спаја предмете.
Веома важна карактеристика бинарне слике је трансформација удаљености . Ово даје удаљеност сваког постављеног пиксела од најближег неподешеног пиксела. Трансформација удаљености се може ефикасно израчунати. Омогућава ефикасно израчунавање Воронојевих дијаграма, где је сваки пиксел на слици додељен најближој тачки из скупа тачака. Такође омогућава скелетизацију, која се разликује од стањивања по томе што скелети омогућавају опоравак оригиналне слике. Трансформација удаљености је такође корисна за одређивање центра објекта, као и за подударање у препознавању слике.
Још једна класа операција је прикупљање метрике без оријентације. Ово је често важно за препознавање слике где треба уклонити оријентацију камере. Метрике без оријентације групе повезаних или окружених пиксела укључују Ојлеров број, периметар, површину, компактност, површину рупа, минимални радијус и максимални радијус.

### Сегментација слике
Бинарне слике настају од слика у боји  коришћењемсегментације . Сегментација је процес додељивања сваког пиксела у изворној слици двема или више класа. Ако постоји више од две класе, уобичајени резултат је неколико бинарних слика. Најједноставнији облик сегментације је вероватно Отсуов метод који додељује пикселе предњем плану или позадини на основу интензитета сивих тонова. Други метод је алгоритам вододелнице . Детекција ивица такође често ствара бинарну слику са неким пикселима додељеним ивичним пикселима, а такође је и први корак у даљој сегментацији.

### Скелети
Проређивање или скелетизација производи бинарне слике које се састоје од линија ширине пиксела. Тачке гранања и крајње тачке се затим могу издвојити, а слика претворити у графикон. Ово је важно у препознавању слика, на пример у оптичком препознавању карактера .

### Интерпретација
Интерпретација бинарне вредности пиксела такође зависи од уређаја. Неки системи тумаче битну вредност 0 као црну и 1 као белу, док су други заменили значење вредности. У TWAIN стандардном PC интерфејсу за скенере и дигиталне камере, први укус се зове ванила, а супротни чоколада .
Дитхер се често користи за приказивање полутонских слика. 

## 1-бит у дигиталној уметности
Бинарни ПикселАрт, познатији као 1-битна или 1бит уметност, био је метод приказивањa графике  још од првих рачунара. Док су некадашњи рачунари као што је zx81 користили ограничење као неопходност хардвера, ручне LCD игре као што су Играј и Гледај и Тамагочи, поред раних рачунара са фокусом на графичке корисничке интерфејсе као што је Мацинтош, направили су велике кораке у промовисању културе, технике и естетике ограничења 1-битне уметности. 
Модерни примери 1-битне уметности видљиви су у индијским видео играма и другој дигиталној уметности. Најпродаваније игре као што су Гато Робото, Повратак Обре Дин, Минит и Свет Хорора користе 1бит као стил да својим играма дају ретро осећај или да једноставно уштеде време графичким дизајнерима у развоју. Постоји чак и нови 1-битни хардвер у развоју, као што је експериментална ручна конзола Датум играња . 
За уметнике пиксела, 1-бит је постао уобичајен изазов за стварање уметности. Pixtogether такмичење у пикселу захтевало је од својих учесника да користе само две боје за своје 10-месечно такмичење. Мали број уметника се  бави 1-битном уметношћу као примарним занимањем, али многи од њих остају у контакту једни са другима како би разменили знање о раду са ограничењем и створили сопствене сарадње. 
Брендон Џејмс Грир, који прави популарне туторијале о 1-битним и другим пикселским уметничким делима, каже да „ограничење води до неких јединствених приступа“ и да је рад у 1-биту „веома забаван и јединствен изазов“. 
Док се 1бит може назвати уметничким стилом сам по себи, сваки његов део такође спада и у други стил. Очигледне разлике у 1-битним уметничким стиловима су, на пример, да ли, колико и која врста дитхера се користи, резолуција слике, употреба обриса и колико је дело детаљно.

## Сензор слике
Предузорковани бинарни сензор слике је нови сензор слике који подсећа на традиционални фотографски филм. Сваки пиксел у сензору има бинарни одговор, дајући само једнобитно квантизовано мерење локалног интензитета светлости.